# Ringaudas Songaila
Ringaudas Bronislovas Songaila (20 de abril de 1929- 25 de junio de 2019) fue un político soviético, que se desempeñó como funcionario de la nomenclatura de la República Socialista Soviética de Lituania, en la Unión Soviética. De 1987 a 1988, fue el primer secretario del Partido Comunista de la RSS de Lituania, así como presidente del Consejo de Ministros de la RSS de Lituania entre 1981 y 1985.

## Biografía
Songaila nació en Klaipėda. Se graduó de una escuela de veterinaria y en cinco años se convirtió en diputado del Ministerio de Agricultura. En 1962, a la edad de 33 años, fue nombrado ministro de Producción de Productos y Recursos Agrícolas.  En agricultura, trabajó en aumentar el tamaño de los koljós (granjas colectivas), aumentar la centralización y especialización de la producción agrícola, la eliminación de los khutors (granjas individuales) y la implementación de mejoras en la tierra.  Songaila fue miembro del Comité Central del Partido Comunista de la RSS de Lituania de 1962 a 1981, Presidente del Consejo de Ministros de 1981 a 1985, Presidente del Presídium del Sóviet Supremo de la República Socialista Soviética de Lituania  (jefe de Estado de jure) de 1985 a 1987;  y primer secretario del Partido Comunista de la RSS de Lituania de diciembre de 1987 hasta octubre de 1988 (jefe de Estado de facto).
Fue descrito como un comunista "blando" e indeciso pero leal que se mantenía alejado de las intrigas políticas y mostraba interés solo en asuntos agrícolas.  Cuando Songaila ordenó a la KGB y a las tropas internas que dispersaran por la fuerza una manifestación a favor de la independencia de la radical Liga de la Libertad de Lituania, el 28 de septiembre de 1988, se vio obligado a dimitir un mes después.  Fue reemplazado por Algirdas Brazauskas, quien apoyó el movimiento Sąjūdis y la posterior declaración de independencia de Lituania en marzo de 1990.
Después de su renuncia, Songaila se retiró de la vida pública y murió el 25 de junio de 2019 a la edad de 90 años.  Fue enterrado en el cementerio Antakalnis de Vilna.